# Ekklèsia

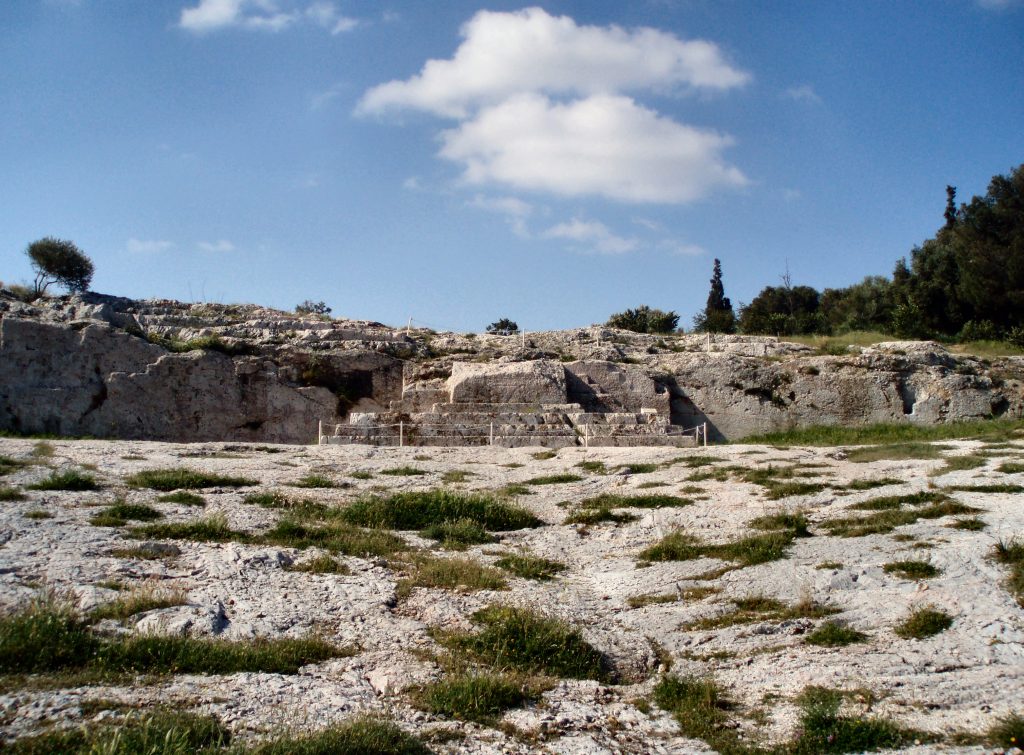
Restanten van het spreekgesteente van de Pnyx

De Ekklèsia of Ecclesia, Oudgrieks: ἐκκλησία, van het werkwoord ἐκκαλέω 'oproepen', aangezien de Ekklèsia uit burgers bestond, die tot een vergadering werden opgeroepen, was de volksvergadering van het oude Athene.
De Ekklèsia werd in eerste instantie slechts gevormd door een aantal burgers, die geschillen tussen de aristocratie en het volk dienden te beslechten, maar werd de vergadering van het hele volk, toen in de 6e eeuw v.Chr. de democratie in Athene ontstond, en werd daarmee binnen de polis het belangrijkste wetgevende orgaan. Het kreeg uitgebreide bestuurlijke bevoegdheden. Kleisthenes leidde hervormingen in Athene, die bij de totstandkoming van de democratie een belangrijke rol speelden.

## Functioneren van de Ekklèsia
De Volksvergadering kon alleen zaken in bespreking nemen die door de prytanen op de agenda waren geplaatst. Dat waren uitsluitend zaken die in de Raad van 500, de Boulè, tot een voorbereidend voorstel, een probouleuma, hadden geleid. Het kon gaan om een concreet uitgewerkt voorstel of om een 'open' voorstel, dat een bepaalde kwestie aan de Volksvergadering voorlegde. Met de vraag "Wie wil de vergadering toespreken?", Tis agoreuein bouletai;, werden de aanwezigen in de Volksvergadering uitgenodigd hun visie op een openbare kwestie te geven. Iedere burger, geleerd of niet, rijk of arm had in de Volksvergadering gelijk recht van spreken, isegorie, isègoria, als het om de publieke zaak ging. De Volksvergadering stemde daarna over het voorstel, door middel van het opsteken van handen of het inleveren van bronzen plaatjes. Er werd dan door de meerderheid van stemmen over het voorstel beslist.
Bij verplichte vergaderingen kon men zonder discussie in de Raad tot behandeling overgaan. De Volksvergadering stelde in zulke gevallen een voorbereidend voorstel voor wetgevende juryleden, de nomotheten, nomothètai, op. Als er via een Raadsvoorstel over een onderwerp werd gedebatteerd kon er ter plekke een alternatief voorstel worden ingediend.
Alle volwassen autochtone vrije mannen, dat waren er ongeveer 30.000, waren zo'n 40 keer per jaar in de bijeenkomsten van de Volksvergadering welkom. Omdat deze burgers ook hun eigen werkzaamheden hadden, en bovendien verspreid over Attica woonden, waren zij niet allemaal bij elke bijeenkomst aanwezig. Men schat dat per bijeenkomst tussen de 6000 en 8000 burgers aanwezig waren.
De zittingen van de Volksvergadering werden vanaf de tweede helft van de 5e eeuw van het marktplein, de Agora, naar een heuvel verplaatst: de Pnyx.
Een bijzondere stemprocedure van de Ekklèsia over het verbannen van burgers was het ostracisme. Het was een stemprocedure om politieke leiders, generaals, die men te machtig vond voor tien jaar te verbannen. 

## De Ekklèsia in de Bijbel
Het woord Ekklèsia wordt regelmatig in de Septuagint, de Griekse vertaling van het Oude Testament, gebruikt als aanduiding voor de vergadering van het volk Israël, maar wordt in het Nieuwe Testament daarentegen voornamelijk als aanduiding gebruikt voor de gemeente van God. Alle gelovigen samen vormen in het Nieuwe Testament dus de Ekklèsia, maar het krijgt er een betekenis die er op lijkt bij, die van een concrete groep gelovigen op één plek, bijvoorbeeld 'de gemeente in Korinthe'.